# La visitatrice (romanzo Maeve Brennan)
La visitatrice è l'unico romanzo scritto da Maeve Brennan, giornalista irlandese che dopo l'adolescenza visse negli Stati Uniti, dove collaborò al periodico The New Yorker; è stato pubblicato postumo, dopo il ritrovamento nel 1997 all'Università di Notre Dame (Indiana) nei documenti del lascito della casa editrice Sheed & Ward.

## Trama
Anastasia King torna a Dublino all'età di 22 anni. Aveva lasciato la sua città natale sei anni prima per recarsi a Parigi insieme alla madre Mary, nel momento in cui la donna aveva abbandonato per sempre la casa in cui viveva con il marito e la suocera.
Alla morte della madre, Anastasia decide di tornare a vivere con la nonna, che però non approva la sua decisione. L'anziana signora King, che vive nell'adorazione del figlio, anche lui morto nel frattempo, ritiene che Anastasia avesse già l'età della ragione nel momento in cui aveva deciso di andare via insieme alla madre. Le rinfaccia inoltre di non essere stata presente alla morte del padre. È per questo che la considera da subito, appena arrivata, come una visitatrice ospite.
Anastasia non riesce a credere a questa sua durezza d'animo, ma deve constatare che è irremovibile quando le propone di trasportare a Dublino il corpo della madre per seppellirlo nella tomba di famiglia. La nonna un giorno decide che Anastasia deve ritornare a Parigi, prende accordi con la direttrice di un'istituzione religiosa e le fa preparare la valigia. Anastasia prende un taxi e si fa portare in un albergo di Dublino, poi torna a piedi sotto la casa della nonna e rimane a guardare le finestre.

## Edizioni
- Maeve Brennan, La visitatrice, Trad. Ada Arduini, VII edizione BUR, Rizzoli, 2007,  p. 110, ISBN 9788817007023.